# Стъклени жаби
Стъклените жаби (Centrolenidae) са семейство земноводни от разред Безопашати земноводни (Anura).
Таксонът е описан за пръв път от американския херпетолог Едуард Харисън Тейлър през 1951 година.

## Родове
- Подсемейство Centroleninae
  - Centrolene Jiménez de la Espada, 1872
  - Chimerella Guayasamin, Castroviejo, Trueb, Ayarzagüena, Rada, Vilá, 2009
  - Cochranella Taylor, 1951
  - Espadarana Guayasamin, Castroviejo, Trueb, Ayarzagüena, Rada, Vilá, 2009
  - Nymphargus Cisneros-Heredia & McDiarmid, 2007
  - Rulyrana Guayasamin, Castroviejo, Trueb, Ayarzagüena, Rada, Vilá, 2009
  - Sachatamia Guayasamin, Castroviejo, Trueb, Ayarzagüena, Rada, Vilá, 2009
  - Teratohyla Taylor, 1951
  - Vitreorana Guayasamin, Castroviejo, Trueb, Ayarzagüena, Rada, Vilá, 2009
- Подсемейство Hyalinobatrachinae
  - Celsiella Guayasamin, Castroviejo, Trueb, Ayarzagüena, Rada, Vilá, 2009
  - Hyalinobatrachium Ruiz-Carranza & Lynch, 1991
- Incertae sedis
  - Ikakogi Guayasamin, Castroviejo, Trueb, Ayarzagüena, Rada, Vilá, 2009